# Luigi Negrelli
Luigi  Negrelli (en allemand : Alois Negrelli), (né le 23 janvier 1799 à Fiera di Primiero, dans le Trentin-Haut-Adige - mort le 1er octobre 1858 à Vienne) est un ingénieur autrichien du XIXe siècle, pionnier des chemins de fer en Empire d'Autriche, en Italie et en Suisse.

## Biographie
Luigi Negrelli est né à Fiera di Primiero, dans le Trentin (alors partie de l'Empire autrichien). Il a étudié dans Feltre et Padoue. Après le début de sa carrière dans la province du Tyrol, il a vécu pendant un certain temps dans le Vorarlberg en Autriche.
Passionné de chemin de fer, ses constructions ont permis le développement de ce mode de transport dans l’Empire autrichien et en Suisse dans les années 1830 et 40. Parti travailler en Suisse en 1832, on lui doit notamment la première ligne suisse entre Zurich et Baden et la construction du pont de Munster assisté de Ferdinand Stadler, responsable de la menuiserie, ainsi que le pont ferroviaire de 3,6 kilomètres sur la lagune vénitienne qui permet encore aujourd’hui d’arriver en train jusqu’à la cité des Doges.

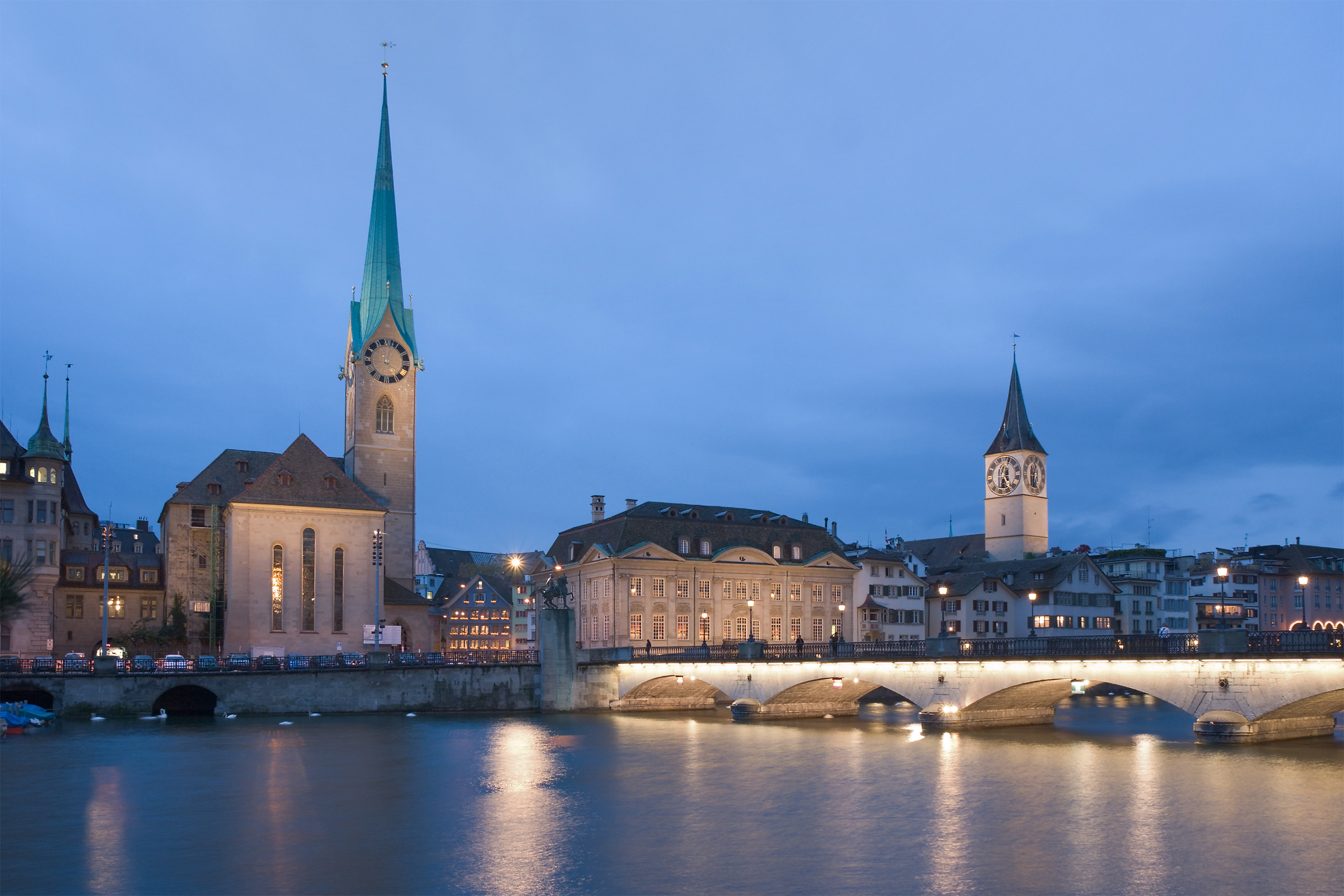
Le pont Munster à Zurich.

Il retourne travailler pour l'Autriche en 1840, et jusqu'en 1857 est inspecteur pour les Chemins de fer autrichiens.
Dans les années 1846 - 1850, il construit un viaduc, surplombant l'île Štvanice à Prague, faisant partie de la ligne Prague-Dresde. Ce projet hardi pour l'époque lui a valu le prédicat de noblesse von Mold-Elbe.
En parallèle à diverses fonctions au sein des chemins de fer impériaux, il se consacre à l’étude de la construction du futur canal de Suez, incité par l’explorateur et savant Alexander von Humboldt. Délégué par la monarchie des Habsbourg à la Commission Internationale pour le percement de l'isthme de Suez, il est un des créateurs des plans pour le canal qui sera construit par Ferdinand de Lesseps. Dès 1846, Alois Negrelli envoie des ingénieurs effectuer les premières mesures pour le futur ouvrage et réalise les premières ébauches. En 1857, il est nommé inspecteur général de tous les canaux égyptiens par le vice-roi Saïd pacha.
Sa mort subite à Vienne le 1er octobre 1858, due à une infection des reins, l’empêche de réaliser son œuvre. À sa mort, six mois avant le début du percement du Canal de Suez, Ferdinand de Lesseps aurait acquis auprès de la veuve de Negrelli les plans du canal pour 20 000 florins, ce qui est difficile à accepter vu que tous les plans avaient été élaborés et adoptés par la Commission Internationale pour le percement de l'isthme de Suez et publiés par Lesseps en 1856.

## Publications
- Die gegenwärtigen Transport- und Kommunikationsmittel Egyptens (Transportation in Egypt, 1856)